# 松島美空
松島 美空（まつしま みく、2013年6月24日 - ）は、京都市出身の卓球選手。
Tリーグ・京都カグヤライズ所属。2023年1月現在「史上最年少Tリーガー」。

## 来歴
2018年に5歳で全日本選手権バンビの部に初出場。
2021年、バンビの部優勝。
2022・2023年、カブの部優勝。
2024年、ホープスの部優勝。

### 京都カグヤライズ
2022-23シーズンよりTリーグに新規参入した京都カグヤライズへの加入。
2024-25シーズンでは、日本生命レッドエルフに所属する韓国代表の田志希から大金星を挙げた。

## プレースタイル
細かいフットワークにフォアハンド・バックハンド両方から粘り強く強力な攻撃を行う。さらにサウスポーから打ち出すフォアハンドの決定力やサービスの巧妙さに定評があり、後方に下がってもプレーできるオールマイティなプレースタイルを持つ。

## 主な成績
- 全日本選手権バンビの部 - 優勝（2021年）